# Tityus martinpaechi
Espèce
Tityus martinpaechi est une espèce de scorpions de la famille des Buthidae.

## Distribution
Cette espèce est endémique du Brésil. Elle se rencontre au  Ceará, au Bahia et au  Paraíba.

## Description
Le mâle décrit par Souza, Candido et Lourenço en 2006 mesure 73,6 mm et la femelle 64,7 mm.

## Étymologie
Cette espèce est nommée en l'honneur de Martin Paech.

## Publication originale
- Lourenço, 2001 : « The Brazilian scorpion Tityus stigmurus (Chelicerata, Buthidae) and its complex of morphos [morphs]. A new model is needed. » Biogeographica, vol. 77, no 1, p. 21-34.